# Aeroporto de Ulsan
O Aeroporto de Ulsan (IATA: USN, ICAO: RKPU) é um aeroporto localizado em Ulsan, Coreia do Sul. Em 2006, 1 200 072 de passageiros utilizaram este aeroporto.